# Niettotiënt
Een niettotiënt is een positief natuurlijk getal {\displaystyle n} dat niet in het bereik van  Eulers totiëntfunctie {\displaystyle \varphi } ligt, dat wil zeggen, waarvoor {\displaystyle \varphi (x)=n} geen oplossingen heeft. Met andere woorden, {\displaystyle n} is een niettotiënt als er geen natuurlijk getal {\displaystyle x} is dat met precies {\displaystyle n} kleinere getallen relatief priem is. Alle oneven getallen zijn niettotiënts, behalve 1, omdat het de oplossingen {\displaystyle x=1} en {\displaystyle x=2} heeft. De eerste even niettotiënts zijn:
14, 26, 34, 38, 50, 62, 68, 74, 76, 86, 90, 94, 98, 114, 118, 122, 124, 134, 142, 146, 152, 154, 158, 170, 174, 182, 186, 188, 194, 202, 206, 214, 218, 230, 234, 236, 242, 244, 246, 248, 254, 258, 266, 274, 278, 284, 286, 290, 298, 302, 304, 308, 314, 318
Een even niettotiënt kan één groter zijn dan een priemgetal, maar nooit één minder, omdat alle getallen onder een priemgetal per definitie relatief priem met dat getal zijn. Om het algebraïsch te zeggen: 
{\displaystyle \varphi (p)=p-1}. Ook geldt dat een heteromecisch getal {\displaystyle n(n-1)} zeker geen niettotiënt is als {\displaystyle n} een priemgetal is omdat {\displaystyle \varphi (p^{2})=p(p-1)}.